# Gerentsér László
Gerentsér László (Szeged, 1873. január 26. – Budapest, 1942. január 12.) magyar vívómester, atléta, testnevelő pedagógus és sportszakíró. A Testnevelési Hivatal munkatársaként és fővárosi testnevelési igazgatójaként az iskolai testnevelést megreformálta, és új alapokra helyezte az oktatását. A Budapesti Tudományegyetemen szerzett államtudományi doktori oklevelet 1904-ben. Fiatal atlétaként a kontinens legjobb rövidtávfutói közé számított. A magyar olimpiai atlétaválogatott edzőjeként (tulajdonképpen vezetőedzőként) részt vett az 1908. és az 1912. évi nyári olimpiai játékokon.
Korának egyik legnevesebb vívómestere és szakírója. Az első magyar nyelvű atlétikai szakkönyv szerzője (1911), a párbajtőrvívás egyik magyarországi úttörője és az első magyar párbajtőrtankönyv írója (1930), valamint a magyar kardvívás egyik megreformálója. Borsody László, Italo Santelli mellett a modern magyar kardvívás egyik megteremtője. Gerentsér univerzális vívómesternek számított, hiszen magas szakmai színvonalon oktatta az olimpiai vívás mindhárom fegyvernemét (kard, tőr, párbajtőr). Egyik legismertebb műve A modern kardvívás, amit tanítványai – dr. Bay Béla és dr. Rajczy Imre – két évvel a vívómester halála után,  1944-ben rendeztek sajtó alá. Számos vívással kapcsolatos cikket is írt.
Az Országos Testnevelési Tanács (OTT) előadójaként, majd később fővárosi testnevelési igazgatójaként (1913–1924) jelentős szerepe volt a magyarországi testnevelő tanárképzés átalakításában. A Testnevelési Főiskola létrehozásának egyik szellemi atyja. Az ő érdeme az általános tudású testnevelő tanárképzés megindítása.
Jelentős a vívómesterség szabályozásával, oktatásával kapcsolatos tevékenysége. Sokat tett a női tőrvívás elterjedéséért is. A Magyar Vívómesterek Országos Egyesületének alelnöke (ügyvezetője) volt, illetve a Vívómester Vizsgáztató Bizottság előadójaként oktatta a vívómesterjelölteket. Több évtizeden keresztül volt a Budapesti Tudományegyetem vívómestere.

## Életútja

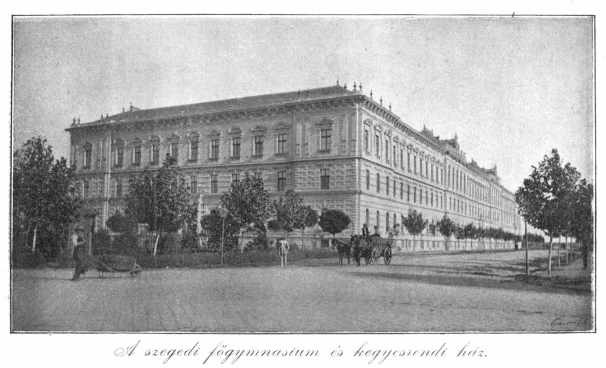
A szegedi főgimnázium 1896-ban

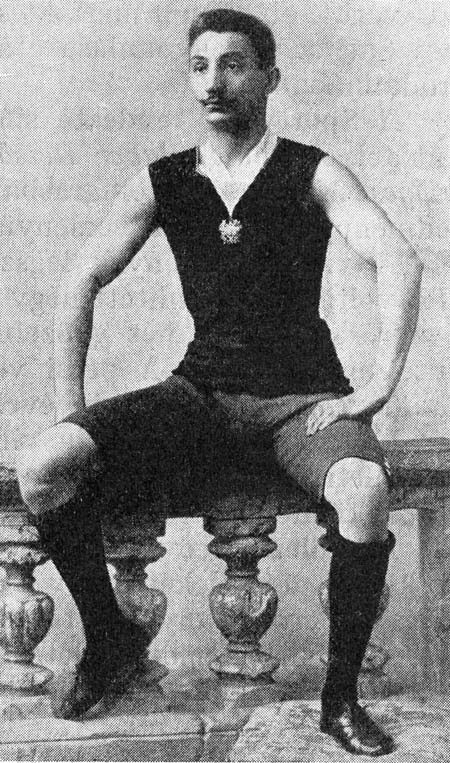
Fiatal atléta

### Származása és tanulmányai
Gerentsér László Géza János néven született, Gerentsér László városi tisztviselő és Gömöri Anna gyermekeként. Édesapja szegedi főpénztárnokként vonult nyugalomba, édesanyja egy kecskeméti községi tanító lánya volt. Apai ágon a család már Mária Terézia uralkodása alatt Szegedre költözött.
A szegedi piaristák diákjaként 1889-ben kezdett vívni Izecseszkul Leó MÁV-tisztviselő vezetése alatt, később Ernesto de Biase (1861–?) olasz vívómestertől is vett tőr- és kardleckéket, ekkor ismerte meg az olasz iskola alapjait. A nápolyi születésű Biase Fiuméből került Budapestre, és 1893-ban ő rendezte az első nyilvános vívóakadémiát a Pesti Vigadó nagytermében, amelyen részt vettek az olasz vívás legjelesebb képviselői: Peccoraro, Sartori, Rossi. Fiatal joghallgatóként 1895 őszén a fővárosban folytatta tanulmányait, és belépett a Magyar Atlétikai Clubba (MAC)(1895–1905). A sportág alapjait Harry Perry angol edzőtől sajátította el 1895–1896 között, méghozzá olyan sikeresen, hogy a kontinens legjobb sprinterei közé számított. A MAC által szervezett, 1897. június 27-i nemzetközi atlétikai versenyen országos rekordot (52,2 mp) futott 1/4 angol mérföld (440 yard) távon, ezt az eredményt csak 1912-ben tudta megjavítani (51,8 mp) Déván István (MAC) a magyar atlétikai bajnokságon. Az 1897-es magyar atlétikai bajnokságon második lett 100 yardos futásban a MAC színeiben. 1897-ben Szegeden Angelo Torricelli olasz vívómester tanítványa lett, közben pedig nyáron atletizált.

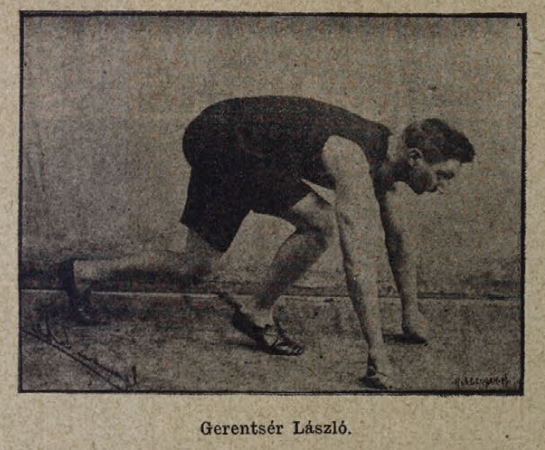
Rajt (1897)

1900-ban a Kolozsvári Magyar Királyi Ferenc József Tudományegyetem torna- és vívómestere, Vermes Lajos meghívására érkezett az erdélyi városba, hogy atlétikát és az új, az olasz iskolán alapuló vívórendszert tanítson; közben bonctan, élettan és egészségtan előadásokat hallgatott a kolozsvári egyetemen. 1902-ben közreműködött a Kolozsvári Egyetemi Atlétikai Club (KEAC) megalapításában, ahol számos neves vívó kezdte pályafutását: Pósta Sándor, Czenker Béla, az első világháborúban eltűnt fiatal vívómester, a tragikus körülmények között elhunyt Repeczky László. Gerentsér László 1903. szeptember 1-én szerezte meg vívómesteri oklevelét, melyet a kor szokása szerint diplomás mesterek írtak alá. Az ő oklevelét Fodor Károly műegyetemi, Vay Lajos tudományegyetemi, Berty László ludovikás vívómester, illetve Italo Santelli, a római központi katonai vívóiskolában (Scuola Magistrale Militare di Roma) végzett mester írta alá. Ebben az időszakban a kolozsvári Ferenc József Tudományegyetem lektora, közben tornatanár a római katolikus főgimnáziumban (1904–1907), ahol előtte Vermes Lajos volt a gimnázium tornatanára (1897–1904). A vallás- és közoktatásügyi miniszter 1904. november 4-én nevezte ki ideiglenes minőségben tornatanárrá a főgimnáziumban, 1905 májusában szerezte meg tornatanári oklevelét.
Gerentsér 1907-ig maradt Kolozsvárott, utána felkerült Budapestre. Klupathy Jenő egyetemi tanár, a BEAC tanárelnöke felismerte a fiatal vívómester képességeit és megnyerte őt az egyesület részére. A budapesti tudományegyetemi sportegyesület mestereként vívónemzedékeket oktatott, közreműködésével az egyesület felküzdötte magát a legjobb vívószakosztályok közé, annak ellenére, hogy korábban nem volt komolyabb vívógárda a BEAC-nál. Az atléták edzőjeként részt vett az 1908. évi nyári olimpiai játékokon. Három évvel később megírta az első magyar nyelvű atlétikai szakkönyvet, miközben fővárosi tornatanárként is dolgozott. Az 1912-es olimpiára történő felkészülés keretében kinevezték az atlétikai tréningek irányítójává, a stockholmi olimpiára is elkísérte az atléta-válogatottat.

### Fővárosi testnevelési igazgató

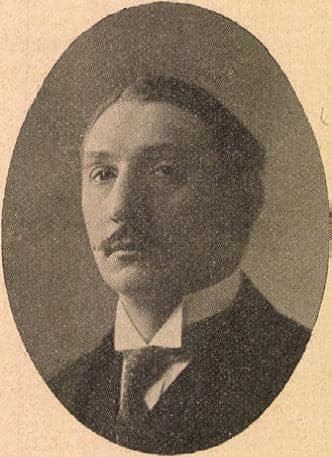
Gerentsér 1910-ben

1908-ban Bárczy István polgármester kinevezte az akkor szerveződő budapesti Testnevelési Hivatal előadójának, 1910-ben a tanács megválasztotta testnevelési tanárnak, 1913-ban Gerentsér lett Budapest első testnevelési igazgatója. „Mint a főváros testnevelési igazgatója, keresztülvitte a községi iskolák testnevelési reformját: bevezette a svéd tornát, iskolai atlétikát, sportszerű játékokat, atlétikai osztályversenyeket, megindította a gyógytorna tanítását, a leányiskolákban a népies és nemzeti táncokat, a ritmikus testgyakorlatokat, a leányatlétikát, valamint még sok korszerű újítást valósított meg. Először rendezte az év végi iskolai sportünnepélyeket, tervei szerint készültek el az első gyermekjátszóterek a főváros egész területén, és fejlődött ki az iskolai játék intézménye.” Munkatársa, Holits Ödön szerint az atlétikai osztályversenyek bevezetésével Gerentsér megelőzte korát, hisz egy ilyen versenyen nem 1-2 kiváló atléta teljesítménye alapján dőlt el az elsőbbség, hanem az egész osztály átlagteljesítménye volt a mérvadó. Ez egy jelentős lépés volt a tömegsport irányába.
A Tanácsköztársaság kikiáltása után a Közoktatásügyi Népbiztosság kezdeményezésére megkezdődött a tornatanító-képzés már régen esedékes átalakítását – 1919 májusában indult egy új rendszerű, három hónapos testnevelőképző tanfolyam, amelynek vezetésével őt mint a testnevelési reformmozgalom egyik élharcosát bízták meg. Az új intézmény tantervében az alábbi tárgyak szerepeltek: svédtorna, testnevelési módszerek, vívás, atlétika, szabadtéri játékok férfiaknak, illetve nőknek, gyógytorna, ritmikus torna, orvosi ismeretek, mozgáselmélet. Gerentsér oktatta az atlétika valamennyi ágát és a vívást.
A proletárdiktatúra bukása után a Friedrich-kormány rendeletileg megszüntetett több korábbi sportintézményt, és pedagógusok százai ellen indult eljárás, amely során vizsgálták a kommün alatti tevékenységüket, köztük olyanok ellen is, akik ebben az időszakban kaptak tornatanítói oklevelet. Eljárás indult Gerentsér ellen is – „az 1907. évi XVII. tc. 22. §-ának 1. c. pontjába ütköző súlyos fegyelmi vétség miatt” – és elmozdították a tornatanító-képző intézet éléről. Erről az időszakról jegyzi meg Bay Béla: „Bár elismert egyéniség volt, ami nagy pedagógiai munkásságának tulajdonítható, mégiscsak, ki nem mondva, nem kívánt személy volt. Kitüntetést soha nem kapott, annak ellenére, hogy kiváló tanítványok egész sorával ajándékozta meg a magyar vívást.”

### Szerepe a női vívás kibontakozásában

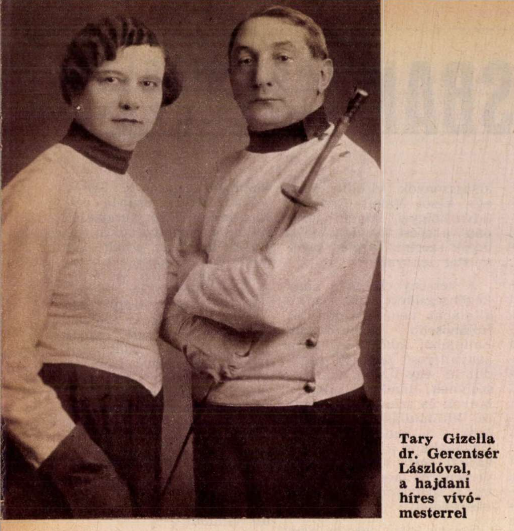
Tary Gizella a mesterrel

Annak ellenére, hogy az 1920-as években már több kiváló, magyar vívómester oktatott hazánkban, a többség nem szívesen foglalkozott nőtanítványokkal, sőt olyan is akadt, aki egyáltalán nem vállalta nők oktatását. Csak Italo Santelli, Gerentsér László és a Fodor Károly-féle sportiskola oktatói foglalkoztak női vívókkal.
Dr. Gerentsér vívótermében egy rövid hajú, barna, fiús külsejű nő iskolázik lankadatlan szorgalommal. Színésznő. Nem híres, nem is nagyon népszerű. A neve: Tary Gizella. Sokan megmosolyogják, de Gerentsér, a „Doktor” nem. Ő úgy látja, növendékének ott volna a helye a világ legjobbjainak vetélkedőjén. Talán nem fog győzni – azt nem, de „helyen” lehet. Ha pedig helyezett lesz, akkor – nos, akkor talán itthon is jobban felfigyelnek majd a nőkre. Így gondolkodott a „Doktor” és minden követ megmozgatott, hogy Tary Gizellát kiküldjék az olimpiára.
Tanítványa jól szerepelt, az 1924. évi nyári olimpiai játékok tőrvívás egyéni számában 6. helyezést ért el. Ezzel Tary Gizella lett az első magyar női pontszerző olimpikon. Az olimpia után, 1925. januárjától Tary a Gerentsér-teremben edzett, az új sikerek sem maradtak el: 1925 és 1929 között háromszor is megnyerte a Kassán megrendezett Szlovenszkói (felvidéki) női tőrbajnokságot. 1930-ban úgy döntött, hogy megvalósítja régi álmát és megszerzi a vívómesteri képesítést. A vizsgára szintén a Gerentsér-teremben készült fel, miközben segédvívómesterként oktatta a BEAC női vívóit. 1931. augusztusában sikeresen levizsgázott és megkapta a vívómesteri oklevelet, ezzel Tary Gizella lett Magyarország első, hivatalosan elismert női vívómestere.
Az 1930-as években Gerentsér több kiváló női tőrvívóval is foglalkozott, köztük Elek Margittal, Bogen Ernával. Bogen (Bogáthy) Albert (1882–1961) vezérőrnagy lánya, Erna öt éven keresztül – 1931 és 1936 vége között – vívott a BEAC színeiben, dr. Gerentsér László tanítványaként.

### Vívóterme

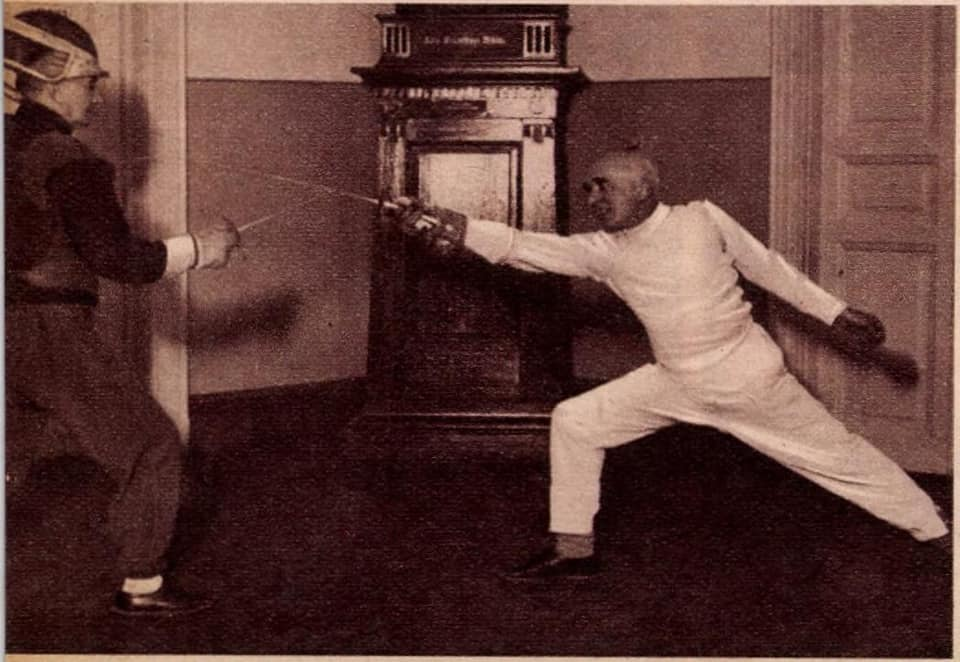
Gerentsér (bal) Tóth Péterrel

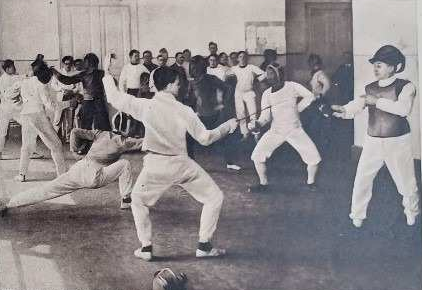
A mester oktat a BEAC vívótermében (1931)

1924-ben Budapesten magánvívótermet és testnevelési intézetet nyitott a Lónyay utca végén, egy földszintes házban (7. szám), egy kicsi, hosszúkás helyiségben, amely rendelkezett ugyan öltözővel meg tisztálkodási lehetőséggel, „csak éppen fűtése nem volt”. A BEAC vívómestereként köteles volt húsz egyetemistát oktatni, ha nem is személyesen, de a segédmesterei – Nagy Árpád, Repeczky László – segítségével. 1927-ben megközelítőleg nyolcvan növendék látogatta ezt a vívótermet. A harmincas évek elejétől már a Semmelweis utcában volt a BEAC vívószakosztálya, ma az OSC vívóterme található ott. 1945 tavaszán, Gombos Sándor kezdeményezésére ebben a teremben kezdték el az edzést a második világháborút túlélt vívók: „Birtokba vettük a dr. Gerentsér halálával megürült vívótermet és odavittünk minden felszerelést, amit sikerült a romokból kiásni… Ablak, világítás, víz, zuhanyozó persze nincs, de azért hetenként egyszer, vasárnap reggeltől délig” ott tartották az edzéseket.

### Egyesületi tevékenysége

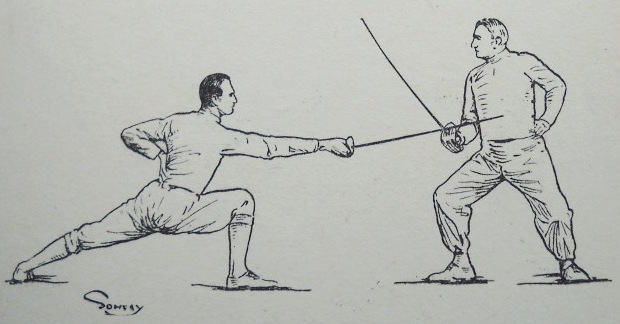
Vívómester

Egyetemi vívómesterként aktívan részt vett a magyar vívómester-egyesületek munkájában. A szakképesítés megszerzése (1903) után belépett az 1896-ban alapított Magyar Vívómesterek Egyesületébe (MVE). 1904. október 30-án kérte felvételét, az egyesület választmányának november 19-én hozott döntésével lett az MVE rendes tagja. A szerveződés ismertebb tagjai közé tartozott Halász Zsiga, Rákossi (Rákossy) Gyula (1865–1936), lovag Arlow Gusztáv, Leszák Károly, Lovas Gyula, Vizy Károly, továbbá Bély Mihály, Sztrakay Norbert, gróf Vay Lajos. 1908 végén egy új szakmai szervezet alakult, a Hivatásos Vívók Egyesülete. Az alapító tagok közt találjuk Fodor Károly műegyetemi vívómestert (elnök), gróf Vay Lajos tudományegyetemi vívómestert és Izecseszkul Leó vívómestert (alelnökök), Schlötzer Gáspár vívómestert (titkár), Sztankay Sándor vívómestert (pénztárnok). Később az egyesületnek mintegy 40 tagja volt, köztük Gerentsér László, Hollóssy Jenő, Katona János, és tiszteletbeli tagok voltak a hazánkban tevékenykedő kiválóbb olasz vívómesterek, például lovag Italo Santelli. Mindkét egyesület jogosult volt arra, hogy mestervizsgákat tartson, és vívómesteri okleveleket állítson ki, ugyanakkor egyikük sem élvezte a vívószövetség vagy a hatóság jóindulatú támogatását. Ebben az időszakban bárki nyithatott vívótermet, és taníthatott vívást, még megfelelő képesítés nélkül is. Végül 1927. február 20-án a két szembenálló egyesület egybeolvadt, és Magyar Vívómesterek Országos Egyesülete név alatt folytatta a vívómesterképzést, -képesítést és -vizsgáztatást. Az új egyesület elnöke Rákossi Gyula lett, illetve Gerentsér Lászlót választották ügyvezetőnek. 1928. január 31-én Klebelsberg Kuno vallás- és közoktatásügyi miniszter létrehozta a Vívómester Vizsgáló Bizottságot, amely rendezte a vívómesteri diplomák kérdését, megállapította a vizsgáztatás módját, ennek a bizottságnak volt Gerentsér az előadója. A bizottság tevékenységének egyik legfontosabb eredménye volt az a miniszteri rendelet, amely alapján 1929. október 1-től az ország területén, nyilvánosan csak olyan egyén taníthatta a vívást és nyithatott vívóiskolát, akinek mesteri oklevelét a fenti bizottság állította ki.
1929-ben hathetes tanulmányúton volt Párizsban, hogy megfigyelhesse a francia tőriskola rendszerét és tanítási módszerét, illetve tanulmányozza a francia párbajtőrvívást (korabeli szóhasználattal épéevívás). Az útra a Vallás- és Közművelődésügyi Minisztérium tanulmányi segélye által került sor, amihez az Országos Testnevelési Tanács pártoló javaslata alapján jutott Gerentsér. Külföldi tartózkodása során főleg az Automobile Club de France, a Golfer's Club és a Cercle d'Escrime Hoche vívótermeit látogatta. A párizsi út eredményeként született meg Az épéevívás (1930) című könyve. „Dr. Gerentsér László ezzel a munkájával nagy lendületet adott hazai tőr- és párbajtőrvívás elterjedésének. Irodalmi munkássága mellett mint mester számos bemutatót is tartott tehetséges tanítványaival. Munkájának és nagy akarásának meglett a gyümölcs. Fiatal tehetségekből sikerült néhány olyan versenyzőt nevelni, akik már megállták a helyüket az akkori nemzetközi versenyeken is. Ezt fémjelzi dr. Bay Béla olimpiai szereplése, valamint többi tanítványainak eredménye (dr. Gözsi, Ritvai, Rerich, Berzsenyi).”

### Magánélete
A vívómester 1902-ben Kolozsvárott kötött házasságot az 1881. április 27-én született Pongrácz Jolánnal, a hírneves kolozsvári cigányprímás, Pongrácz Lajos (1843–1915) lányával. A házasságból két gyermek született: Anna Jolán Berta (Kolozsvár, 1903. április 23.) és Géza (~1905). Jolán fiatalon halt meg 1911-ben. 1913-ban Gerentsér feleségül vette hatmansdorfi Hatfaludy Gabriellát, akitől 1918-ban elvált. A bontóper után házasságot kötött Rampacher Irmával 1918-ban, ebből a frigyből egy gyerek született, Irma lányuk (1919–1992).
Könyvében Bay Béla említi, hogy Gerentsér Lászlónak több gyermeke volt: egy fia és lányai.
„Az évtizedeken keresztül végzett, állandó vívómesteri munka aláásta az egészségét, de ő ezt végig titkolta a tanítványai előtt. Szellemi ereje teljében, de fizikálisan már megrokkanva, 69 éves korában Budapesten hunyt el.” Gerentsér 1942. január 12. bekövetkezett halála után felesége – dr. Gerentsér Lászlóné, leánykori nevén: Rampacher Irma – csupán néhány hónapot élt még, 1942. május 17-én halt meg 51 éves korában.

## Fontosabb művei

### Atlétika

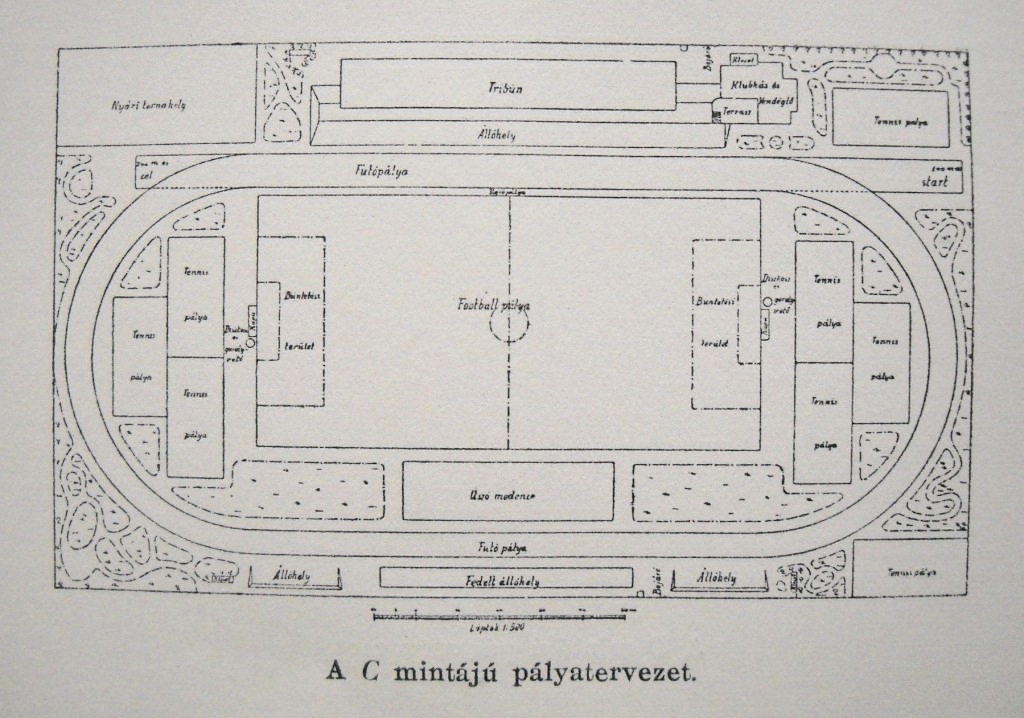
Egy pályaterve

Az 1911-ben Atletika címmel kiadott könyv megírására a MASZ atlétikai szakosztálya kérte fel Gerentsér doktort, mivel a XIX. század kilencvenes éveiben kibontakozó hazai atlétika művelői nem rendelkeztek olyan szakmai útmutatóval, ami segítette volna edzésüket, illetve a megfelelő külföldi szakkönyvek beszerzése is problémás volt.
A 188 oldalas könyvben 37 fénykép és 4 pályaterv található. A fényképeken több ismert magyar atléta is látható, köztük Mudin István kalapácsvető és Mudin Imre (1887–1918) gerelyhajító.
| Előszó | Előszó | Előszó |
| --- | ------ | ------ |
| „A könyv megírására a M.A.Sz. atletikai szakosztálya dr. Gerentsér Lászlót kérte fel, aki régi munkása az atletikának úgy elméletben, mint gyakorlatban. Azt hiszem a szakközönség is megelégedéssel fogja fogadni, hogy a hazai atletikának ilyen kiváló és képzett előharcosát szemeltük ki e nehéz feladat teljesítésére. Amikor útjára bocsátom az első magyar atletikai szakkönyvet, hogy hirdetője legyen elveinknek, amelyekkel ifjú véreinket emelni, magyar fajunkat nemesíteni akarjuk, a nagyközönség jóindulatára appellálok és kérem, hogy pártfogolja törekvéseinket és terjessze el könyvünket mindenhová, ahol e szép és férfias sport barátai csak találhatók. Stankovits Szilárd, a M.A.Sz. atletikai szakosztályának elnöke.” |        |        |

| I. fejezet. Atletikai pálya építése és felszerelése                                    | I. fejezet. Atletikai pálya építése és felszerelése | I. fejezet. Atletikai pálya építése és felszerelése |
| -------------------------------------------------------------------------------------- | --------------------------------------------------- | --------------------------------------------------- |
| - A pálya építése - A futó pálya - Alapozás - A salakpálya gondozása - Távolugró pálya |                                                     |                                                     |

| II. fejezet. Atletikai versenyek rendezése | II. fejezet. Atletikai versenyek rendezése | II. fejezet. Atletikai versenyek rendezése |
| --- | ------------------------------------------ | ------------------------------------------ |
| - A verseny feltételeinek összeállítása - A verseny hirdetése - Nevezések - Handikapek (előnyök) - Hivatalos személyek - A pálya rendbehozatala - Időmérők - Indító - Eredményhirdetés - A sajtó elhelyezése - A versenypálya elzárása - A pálya felszerelése - A versenyzők számai - A versenyzők öltözője - A versenyszámok sorrendje - A programm összeállítása |                                            |                                            |

| III. fejezet. A tréningről általában | III. fejezet. A tréningről általában | III. fejezet. A tréningről általában |
| --- | ------------------------------------ | ------------------------------------ |
| - Általános tréning utasítások - Sportöltözék - Táplálkozás - Ital és alkohol - Mértékletesség - Lélegzési gyakorlatok - A masszázs - A masszázs különféle fajai - Fürdés - Munka és pihenés - Alvás |                                      |                                      |

| IV. fejezet. A speciális tréning | IV. fejezet. A speciális tréning | IV. fejezet. A speciális tréning |
| --- | -------------------------------- | -------------------------------- |
| - A futás általában - A rövid futás (sprint) - A sprint tréningje - A 100 yard. Az indulás (start) - A 200 méter - Gátfutás - Középfutás - Az 1/4 angol mérföld - 1/2 angol mérföld - Az 1 angol mérföldes síkfutás - A 2 angol mérföldes síkfutás - Mezei futás - Gyaloglás - Magasugrás - Távolugrás - Rudugrás - Súlydobás - Diszkoszvetés - Gerelyvetés - Kalapácshajítás |                                  |                                  |

### Az épéevívás

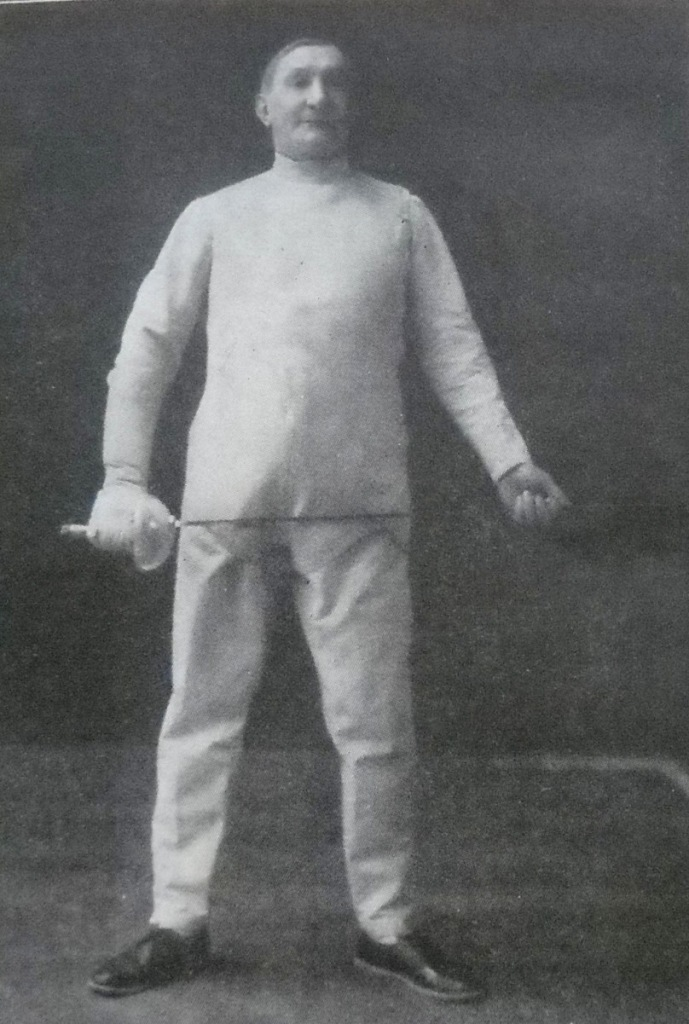
Gerentsér 1930-ban

A párizsi tanulmányutat követően 1929 decemberében Gerentsér tájékoztató előadást tartott amatőr vívók és vívómesterek előtt. Az előadás után a párbajtőrvívásról szóló cikkei jelentek meg az OTT havi szaklapjában, a Testnevelésben, 1930 januárjától hét egymás utáni számban. Végül 1930 novemberében megszületett A francia vívósport és az épéevívás alcímet viselő tanulmány. A könyv megírásakor J. Joseph Renaud Traité d'Escrime Modern (1928) c. művet használta fel vezérfonalként, mivel úgy látta, hogy a nagyszerű francia párbajtőrvívó, cikkíró (L'Escrime et le Tir) rendszere foglalja össze a legjobban az ottani párbajtőrvívás lényegét.
| Tartalomjegyzék | Tartalomjegyzék | Tartalomjegyzék |
| --- | --------------- | --------------- |
| - Előszó - Az épéevívás tanításának és tanulásának elemei J. Renaud útmutatásai alapján - Az épée tartása - Vívóállás - Védések az előrészekre irányított megkerülések ellen - Egyszerű támadások a kéz visszahúzására - Az ujjak és karizomzat munkája - Védelem a testre irányuló szúrások ellen. Rassemblement - Visszatérés gardba. Az első ismételt támadások - A tanítvány első pengetámadásai. A croisé - Néhány praktikus gyakorlat tanítása a croisékkal - A cselek - A francia ismételt támadások - Az egyenes szúrás elmélete - Az egyenes szúrás változatai - J.J. Renaud fejtegetése a tőr és az épée közti különbségről főbb vonásokban - E. Légouvé írása Bertrand mesterről és id. Robert vívómesterről \| J. Joseph Renaud tanácsai az épée asszókra vonatkozóan \| J. Joseph Renaud tanácsai az épée asszókra vonatkozóan \| J. Joseph Renaud tanácsai az épée asszókra vonatkozóan \| \| ----------------------------------------------------------------------------------------------------------------------------------------------------------------------------------------------------------------------------------- \| ------------------------------------------------------ \| ------------------------------------------------------ \| \| - Taktika a hosszú kitörésekkel szemben - A penge elől kitérők ellen - Az előrészeket szurkálók ellen - A futással támadókkal szemben - A mély gard ellen - A kontrázók ellen - A menekülő - A riposztozók ellen - A tőrvívók ellen \| \| \| |                 |                 |
| J. Joseph Renaud tanácsai az épée asszókra vonatkozóan |                 |                 |
| - Taktika a hosszú kitörésekkel szemben - A penge elől kitérők ellen - Az előrészeket szurkálók ellen - A futással támadókkal szemben - A mély gard ellen - A kontrázók ellen - A menekülő - A riposztozók ellen - A tőrvívók ellen |                 |                 |

### A vívás és vívómesterség rövid históriája

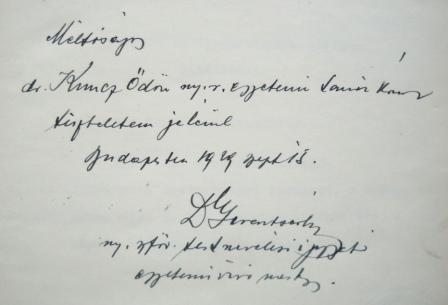
Egy dedikált példány

Az 1928-ban megjelent rövid – csupán 88 oldalas – könyv teljes címe: A vívás és vívómesterség rövid históriája: történelmi tanulmány. Ez volt az első magyar nyelvű mű, mely részletesen foglalkozott az egyetemes és magyar vívás történetével. A történelmi tanulmány a Magyar Vívómesterek Országos Egyesülete által, fiatal vívómesterek és vívómesterjelöltek részére szervezett továbbképző tanfolyam anyagaként írta meg. Ebben Gerentsér összefoglalja a vívástörténettel kapcsolatos kutatásainak legfontosabb eredményeit.
| Előszó | Előszó | Előszó |
| --- | ------ | ------ |
| „Az általános tudásvágyból fakad az, hogyha valaki egy mesterséget űz, akár hivatásból, akár mint műkedvelő, lassankint érdeklődni kezd azok iránt, akik ezt a mesterséget megalapították és fejlesztették. Ez történt velem is. 28 éve foglalkozom a vívás tanításával és minél jobban belemélyedtem ennek pedagógiai részébe, annál jobban felébredt bennem a kíváncsiság a múlt iránt. Kezdtem a régi vívókönyveket tanulmányozni, elsősorban ama nemzetekét, ahol a művészi vívás megindult és kifejlődött. Az érdeklődésem évről-évre fokozódott úgy, hogy lassankint óriási anyag gyűlt össze kezemben, amelynek rendezése és históriailag precíz összeállítása évek munkáját igényelte. A Magyar Vívómesterek Országos Egyesülete, amely a múlt évben alakult meg olymódon, hogy a meglevő két régebbi vívómester-egyesület fuzionált, ebben az évben a fiatal vívómesterek és vívómester jelöltek részére egy továbbképző tanfolyamot nyitott. Ebben a tanfolyamban vállaltam a vívás történetének előadását is. Most nyilott alkalmam arra, hogy a vívástörténetre vonatkozó nagyszámú jegyzetemet egy kissé rendezzem. Főleg az okozott nehézséget, hogy ebből a nagy anyagból miként állítsak össze egy kis jegyzetet, amely alkalmas volna arra, hogy némi tájékozottságot nyújtson a vívómester-jelölteknek a vívás és a vívómesterség történetére. Így született meg ez a kis tanulmány, amelynek megírásánál filmszerűen bontakozott ki előttem a múlt képe, zseniális vívómester-elődeim alakjai és minél jobban mélyedtem bele ezeknek történetébe, annál inkább meggyőződtem arról, hogy milyen óriási kulturhistóriai hivatást töltött be a világtörténelemben a vívás és győződtem meg arról, hogy valamennyi emberi testgyakorlat és sport között összehasonlíthatatlan magasságban van a vívóművészet. Kívánom, hogy azokat a fiatal mestertársaimat és a mesterjelölteket, akik kis tanulmányom sorait átolvassák, a vívás iránti hasonló lelkesedés, ambíció és forró vonzódás hassa át, mint azokat a nagy elődöket, akik a vívásművészet alapjait lerakták és mint engemet is, aki a legnagyobb szeretettel és lelkesedéssel merültem el az elmúlt idők világában; reményt, bizalmat és munkakedvet merítve egyúttal a jövőre nézve is. Budapesten, 1928. április 26. Dr. Gerentsér László” |        |        |

| A könyv irodalomjegyzéke | A könyv irodalomjegyzéke | A könyv irodalomjegyzéke |
| --- | ------------------------ | ------------------------ |
| - Masiello: La scherma italiana. - Masaniello Parise: Trattato teoretico-practico della scherma di spada e sciabola. - Rossi Giordano: Manuale teoretico practico etc. (1885) - Merignac Emile: Histoire de l'escrime (II. kötet) - Barbasetti Luigi: Das Stossfechten. - Hergsell Gustav: Die Fechtkunst. - Montag I.B.: Neue praktische Fechtschule auf Hieb und Stoss. - Keresztessy József: Emlékkönyv (1892). - Takáts Sándor: A török-magyar bajviadalok. - Pesthy Frigyes: A perdöntő bajvívások története Magyarországon. |                          |                          |

### A modern kardvívás

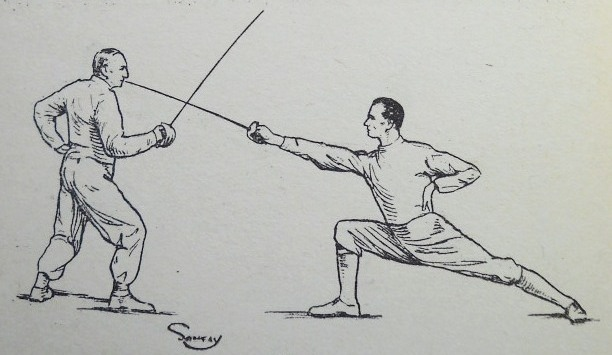
Tercvédés

Gerentsér 1941 decemberében fejezte be legismertebb művének kéziratát, megemlítve, hogy a könyv első változatát mindegy tíz évvel korábban kezdte el írni. A könyv csak a szerző halála után jelent meg 1944-ben, amikor is „a kéziratot a mester szellemében dr. Bay Béla rendezte sajtó alá dr. Rajczy Imre közreműködésével. A rajzokat Somfay István készítette.” Gerevich Aladár, továbbá a vívómester tanítványai – Bay Béla és Palócz Endre – vívóakciói szolgáltatták a rajzok elkészítéséhez szükséges képanyagot. A könyv IX. fejezete a szerző egyik korábbi munkájának – A vívás és vívómesterség rövid históriája: történelmi tanulmány (1928) – egy átdolgozott és javított változata. Gerentsér kihangsúlyozta, hogy az általa évtizedek óta tanított rendszer alapja az olasz kardvívórendszer és nem ezt kívánta módosítani, hanem a tanítás módszerét, mivel a legújabb pedagógiai és sporttudományi tapasztalatokat szeretné alkalmazni a vívás oktatása során. „Az általam kiépített kardvívás-kultúra legfőbb sajátosságát abban látom, hogy amit eddig tisztán tapasztalati alapon tanítottak a mesterek, leginkább gépiesen, sokszor kegyetlen dresszúrával, azt tanulmányaim segítségével tudományos alapra helyeztem” – írta könyve előszavában.
| I. rész | I. rész | I. rész |
| --- | ------- | ------- |
| - A vívás pedagógiája - 1. A vívás fogalma - 2. Pedagógiai alapfogalmak. A tanítás és nevelés alapelvei - 3. Mely korban kezdjük el a vívást és meddig űzhetjük - 4. A technika és mechanika szerepe és fontossága |         |         |

| II. rész | II. rész | II. rész |
| --- | -------- | -------- |
| - A lábmunka - 5. Állások és mozgások. Alapállás, vívóállás - 6. Vívótávolságok - 7. Előre- és hátralépés - 8. Kitörés - 9. Előrelépés – kitörés - 10. Lábgyakorlatok csoportos tanítása |          |          |

| III. rész | III. rész | III. rész |
| --- | --------- | --------- |
| - Célgimnasztika. A kard vezetése - 11. Célgimnasztika és bemelegítés a vívóknál - 12. A vívókard részei - 13. A kard fogása - 14. Állások és lendítések a karddal. Alapállás - 15. Felső vonal - 16. Az ököl vagy a kéz tartásai - 17. Egyenes lendítések - 18. Ívlendítések - 19. Lendítések karddal a védőállásokba. Védőlendítések |           |           |

| IV. rész | IV. rész | IV. rész |
| --- | -------- | -------- |
| - Vágások és védések - 20. Meghívások - 21. Egyenes vágás - 22. Vágások kitöréssel - 23. A szög- és fokvágások - 24. Kötések - 25. Szúrás - 26. Vágások és szúrások begyakorlása. Néma lecke - 27. A fless - 28. Védések - 29. A kvart-terc védőrendszer - 30. A visszavágások - 31. Az egyszerű védések gyakorlása - 32. Az egyszerű védések összekötései - 33. Az engedő védések - 34. Körvédések - 35. Védések kitörésből való visszatéréskor - 36. Módosított védések - 37. A kitérés - 38. Kar- és kézvágások |          |          |

| V. rész | V. rész | V. rész |
| --- | ------- | ------- |
| - Szabad vívás. Cselek. Pengetámadások - 39. Bevezetés - 40. A tempó - 41. Gyakorlatok megállapított akciókkal. Egyezményes gyakorlatok - 42. Tisztelgés - 43. Az egyezményes akciók gyakorlása - 44. A cselek - 45. Az egyszerű vágáscselek és azok tanítása - 46. A szúráscsel - 47. A kötött szúráscselek. Filók - 48. Cselek előrelépéssel - 49. Körző cseltámadások - 50. Kettős cselek - 51. Passécselek - 52. Visszavágások csellel - 53. Ismételt támadások - 54. Pengetámadások - 55. Elütések. Nyomás. Lefegyverzés. Csavarás - 56. Cselek a pengetámadások után - 57. A pengetámadások védése - 58. Visszavágások pengetámadással |         |         |

| VI. rész | VI. rész | VI. rész |
| --- | -------- | -------- |
| - Tempóakciók - 59. A védés elmélete és gyakorlása - 60. A cseltámadások részletes beosztása - 61. Az első szándékú támadás - 62. Támadás a tempóba - 63. A tempóakciók. A védekezés további eszközei - 64. Elővágások - 65. A feltartó szúrások - 66. Feltartó szúrások a második ütemben - 67. Appuntata - 68. Cavazio a tempóba. Kitérő szúrás - 69. A második szándék - 70. Védekezés második szándékkal - 71. A cseles közbetámadás. Finta in tempo - 72. A közbetámadások védése. A kontratempó - 73. A huzavona (tracheggio) - 74. Ellentámadás |          |          |

| VII. rész | VII. rész | VII. rész |
| --- | --------- | --------- |
| - A mérkőzés - 75. A mérkőzés fogalma és fajai - 76. A mérkőzés tényezői - 77. A mérkőzés iskolázása (Spratico) - 78. A szabad mérkőzés. Általános elvei és szabályai - 79. Magatartás a mérkőzés alatt - 80. Eljárás szabálytalan vívókkal szemben - 81. Mérkőzés balkezes vívókkal szemben |           |           |

| VIII. rész | VIII. rész | VIII. rész |
| --- | ---------- | ---------- |
| - Bíráskodás. Kondíció. Párbaj - 82. A bíráskodás és fontosabb kérdései - 83. Legfontosabb tudnivalók a nemzetközi vívószabályokról - 84. A tréning és kondíció - 85. A párbaj és annak előkészítése |            |            |

| IX. rész | IX. rész | IX. rész |
| --- | -------- | -------- |
| - A vívás története - 86. Bevezetés - 87. Vívás az ókorban. A keleti népek vívása - 88. Görögök - 89. Rómaiak. A gladiátoriskolák - 90. A gladiátori küzdelmek - 91. A közepkori vívás - 92. A lovagi intézmény kezdete és kifejlődése - 93. A lovagi játékok - 94. A párbajintézmény kifejlődése. A bajvívások - 95. A viadorok - 96. A modern vívás kezdete - 97. Az olasz iskola kezdete és fejlődése - 98. A francia vívás kezdete és fejlődése - 99. A XVI–XVIII. század párbajainak befolyása a vívás fejlődésére - 100. A XVIII. és XIX. századbeli értekezések és a modern iskolák - 101. A modern olasz iskola további fejlődése - 102. A német vívás - 103. Osztrákok - 104. Vívás Angliában, Hollandiában, Belgiumban, továbbá Svéd- és Finnországban - 105. Az amerikai vívósport - 106. A magyar vívás - 107. A modern magyar vívósport kialakulása - 108. A magyar vívósport szervezete - 109. A magyar vívómesterek egyesületei - 110. A Magyar kir. Vívómester Vizsgáló Bizottság - 111. A m. kir. állami Sportmester Vizsgáztató Bizottság |          |          |

| Forrásmunkák | Forrásmunkák | Forrásmunkák |
| --- | ------------ | ------------ |
| - Masiello Ferdinando: La scherma italiana. - Masaniello Parise: Trattato teoretico-practico della scherma di spada e sciabola. - Peccoraro-Pessina: La scherma di sciabola. - L. Barbasetti: Das Säbelfechten. - G. Hergsell: Die Fechtkunst. - I.B. Montag: Neue praktische Fechtschule auf Hieb und Stoss. - J. Bartunek: Ratgeber im Zweikampfe mit dem Säbel. - lovag Arlow Gusztáv: Kardvívás. - Emile Merignac: Histoire de l'escrime. - Julio Martinez Castello: The theory and practic of fencing. - Keresztessy József: Emlékkönyv (1892). - Takáts Sándor: A török–magyar bajviadalok. - Pesthy Frigyes: A perdöntő bajvívások története Magyarországon. - dr. Weszely Ödön: A modern pedagógia útjain. - dr. Weszely Ödön: A korszerű nevelés alapelvei. - Veres-Udránszky: Az élettan tankönyve. |              |              |

A könyv vívástörténeti fejezete – IX. rész: A vívás története – teljesen egészében olvasható a Magyar Elektronikus Könyvtárban található elemző tanulmányban. A Gerentsér főművének tekinthető könyv felhasználásával készült a történelmi szablyavívás alapjait bemutató, 2016-ban megjelent A történelmi kardvívás alapjai c. módszertani segédlet.

## Emlékezete

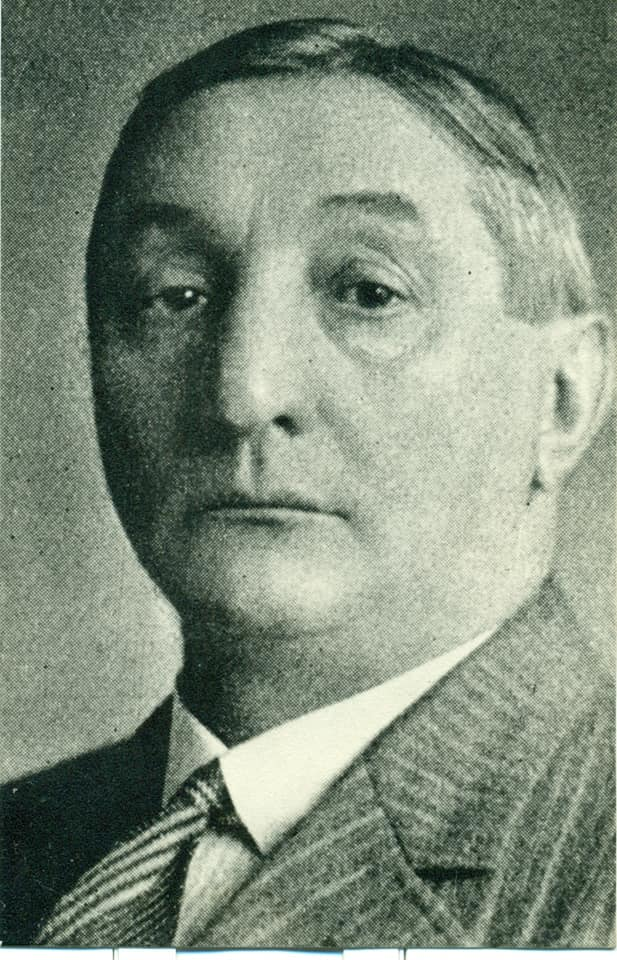
Gerentsér

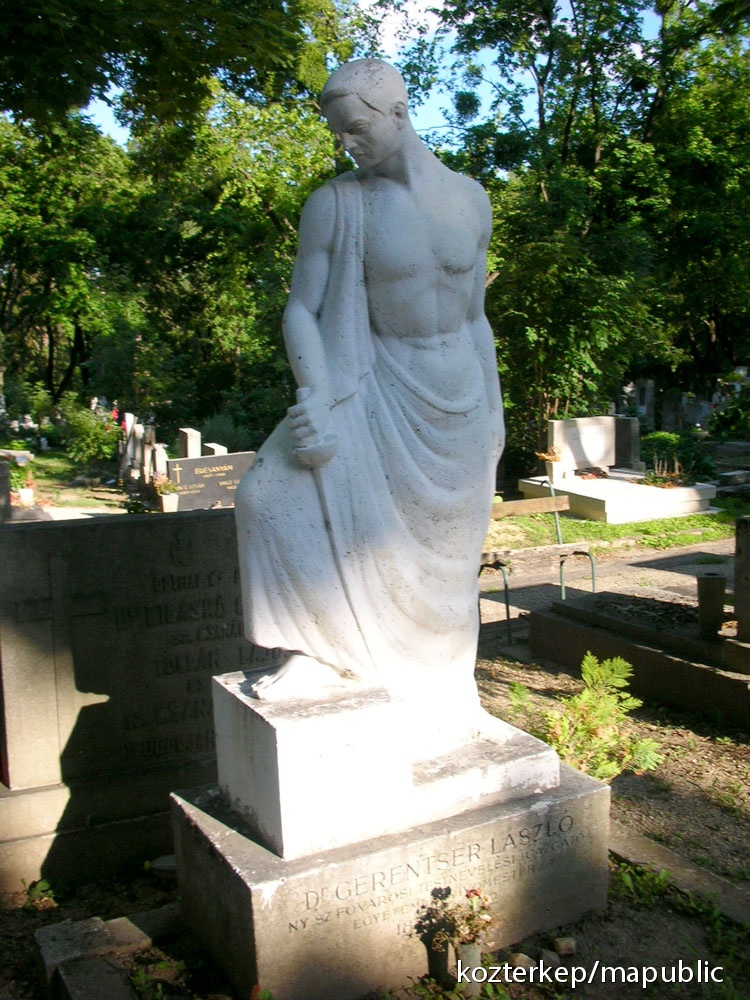
Síremléke

A Nemzeti Emlékhely és Kegyeleti Bizottság (NEKB) által 2004-ben védetté nyilvánított sírja a Farkasréti temetőben található (6/8. parcella, 1-97/98). Síremlékét – a talapzaton álló, meghajlított párbajtőrt fogó, görögös tógát viselő vívó alakját – Dabóczi Mihály szobrászművész készítette homoki mészkőből. A talapzaton látható, babérkoszorúval keretezett E betű az egykori BEAC jelvényére utal. A 210 cm magas szobor már 1943-ban elkészült, de csak 1959-ben állították, mivel a budapesti harcok során súlyosan megsérült, utána a BEAC Mező utcai pályájának egyik távoli zugában helyezték el. A volt tanítványok, köztük Gál Oszkár kezdeményezésére, és a Magyar Testnevelési és Sport Hivatal (MTSH) anyagi támogatásával került sor a műalkotás helyreállítására. Az 1959. november 14-én megtartott ünnepségen részt vettek a család tagjai, az MTSH, az MVSZ, a BEAC, a többi vívóegyesület képviselői, a volt tanítványok és tisztelők. Az avatást követően a BEAC klubházában dr. Földessy János tartott előadást Gerentsér László sokoldalú és maga idejében merész újításnak számító ténykedéséről.
Dabóczi Mihály 1942-ben egy bronz érmén is megörökítette a vívómestert. 1943-ban Fery Antal grafikus elkészítette Gerentsér ex librisét (5x4 cm).
Gerentsér Lászlót ábrázoló olajfestmény található az OSC termében működő vívómúzeumban.
1958-tól kezdve egészen 1985-ig minden évben megrendezték a Gerentsér László emlékversenyt, amely egyben Budapest női tőrvívó bajnoksága is volt. 2019-ben rendezték a meghívásos Gerentsér László emlékversenyt; 2023-ban meg a Gerentsér Kupa párbajtőrversenyt az Egyetemi Vívóklub (EVC) rendezésében. Születésének 151. évfordulóján róla nevezték el a budapesti Semmelweis utca 2. szám alatt található patinás vívóteremet, ahol a vívómester 1930 és 1941 között oktatott. A négyszáz négyzetméteres, 2023-ban felújított teremben az ELTE sportolói és a veteránvívók edzenek. Az ünnepségen jelent volt két Gerentsér-unoka is.
A mester majd mindig velünk van, és ott szemünk láttára építi a vívás elméletének azt a hatalmas épületét, mely őt a legkiválóbb magyar vívópedagógussá tette. Ő a kiváló atléta, atomjaira bontotta a vívás minden mozdulatát, analizálta, összerakta, bújta az anatómiai, élettani szakkönyveket. Állandóan tanult, és bennünket tanulva tanított. Az elméleti vitákból megállapítások születtek, amiket másnap gyakorlatban kipróbáltunk.
Bölcs osztályfőnökként irányította a különböző korú és állású tanítványokat, szigorúán érkezési sorrendben. Csak nagyon ritkán és akkor is csak kivételesen indokolt esetben tett kivételt. Viszont mindig rendelkezésre állt. Ha valaki tanult vagy úgy dolgozott, hogy nem tudott a mesterhez alkalmazkodni, akkor a mester alkalmazkodott hozzá… Érdekes módon, hosszú iskolákat adott. Órás, másfél órás leckéket, két-három perces szünetekkel. Ezek a szünetek is hozzátartoztak, ha úgy tetszik, neveléselméleti részét képezték az edzésnek… Művelt, olvasott ember volt, s ezen belül rendkívülien érdeklődött a vívás múltja iránt. Neki volt a leggazdagabb vívókönyvtára Magyarországon, amit főleg Franciaországban, antikváriumokban szedett össze. A páratlan értéket a Testnevelési Főiskolára hagyta, de sajnos, a háború alatt legnagyobb része megsemmisült. Felesége hat nyelven beszélt, ő fordította a különböző nyelveken megjelent régi-régi vívókönyveket. Gerentsért izgatta a vívás múltja és érdekelte a jövője… És - maximalista volt! Olyan nem létezett, hogy ne próbáljunk valamit még jobban csinálni, mint tegnap... A konzekvens javítási igény szőtte át tanítási módszerét. Már-már mániákus volt ebben a tekintetben.
Gerentsér László, a „Doktor”, a szigorú, hallatlan fegyelmet követelő egyetemi fővívómester. Ő volt a szúrófegyverek fanatikusa, az első a mesterek közül, aki a női vívókat a férfiakkal egyenrangú tanítványként fogadta el… Minden tanítványától fenntartás nélküli szorgalmat és fegyelmet követelt. Aki ezeknek a feltételeknek nem tett eleget, azt könyörtelenül eltanácsolta, bármilyen híres versenyző is volt az illető.
A BEAC vívószakosztály kormányrúdjánál dr. Gerentsér László egyetemi fővívómester állott, aki nemcsak mesterünk, de szellemi irányítónk is volt, kiváló pedagógus. Ízig-vérig demokrata, még akkor is, ha ezeknek az éveknek nem éppen a demokrácia volt a vezető ideológiája. Mint vívómester a tiszta magyar vívóiskolának volt nagy híve és tanítója: iskoláját a kar- és lábmunka harmonikus összhangja jellemezte... A vívóteremben folyó élet, híven a mester eszményeihez, igen demokratikus, sőt toleráns volt. Mint vívó megfért egymás mellett például - hogy csak a két végletet említsem - a kommunista mártír dr. Ságvári Endre, és Szálasi íródeákja, a nyilas Toll, alias dr. Posta Péter. És nem túlzás azt állítani, hogy valamennyien nagy baratságban vívtunk, együtt szórakoztunk, s élveztük gondatlan fiatalságunkat, végig a harmincas évek során.
… dr. Gerentsér Lászlót és a BEAC-ot azonban feltétlenül itt kell megemlítenünk. Gerentsér ugyanis nem egyszerűen egy volt a vívómestereink közül, hanem a magyar sportélet, s ezen belül a magyar vívóélet kialakulásának, sőt kialakításának korszakos jelentőségű alakja.
Gerentsér László [...] harcos, elveiért küzdő, meg nem alkuvó katonája, egyben vezére is volt annak a reformkorszaknak, amely kivívta a modern testnevelés és sport elismertetését és megbecsülését. [...] Könyvének történeti részében olvastam, hogy eddig két vívómesternek állított szobrot szülővárosa. Szerény véleményem szerint dr. Gerentsér László is megérdemelné, hogy Szeged városa, amelyre mindig is büszke volt, új sportcsarnokában méltó emléket állítson nagy fiának, Gerentsér Lászlónak.

## Érdekességek

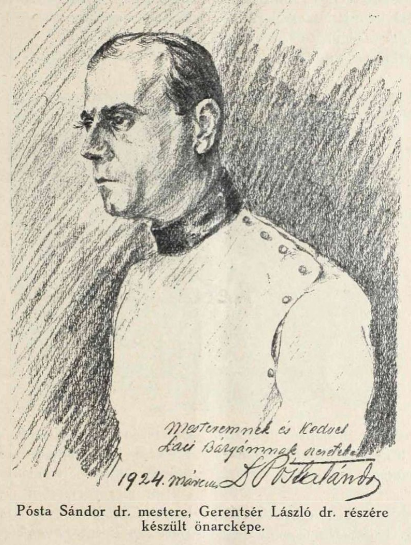
Pósta Sándor
önarcképe (1924)

1911-ben a Fodor-féle teremben vívott súlyos feltételű kardpárbajt egy ismert budapesti krakélerrel, Heumann Károly ügyvédjelölttel. A félnehéz magyar kardokkal megvívott összecsapás során Heumann karján többször megsérült és az orvosok harcképtelennek minősítették. A vívómester sértetlen maradt.
Bay Béla 1979-es visszaemlékezéseiből tudjuk, hogy Gerentsér Lászlónak „volt a leggazdagabb vívókönyvtára Magyarországon, amit főleg Franciaországban, antikváriumokban szedett össze. A páratlan értéket a Testnevelési Főiskolára hagyta, de sajnos, a háború alatt legnagyobb része megsemmisült. Felesége hat nyelven beszélt, ő fordította a különböző nyelveken megjelent régi-régi vívókönyveket.” Előtte már 1932-ben Mező Ferenc írt a híres könyvtárról, ő szolgáltatta az első részletesebb adatokat a megközelítőleg 350 szakmunkát tartalmazó gyűjteményről. 1957-ben a Vívó Híradó úgy tudta, hogy az elhunyt vívómester által gyűjtött könyvek a TF könyvtárában lettek elhelyezve. A fellelhető források alapján megállapítható, Kövendi Dénes említette utoljára a Gerentsér-gyűjteményt, amikor 1981-ben cikkében bemutatta a Testnevelési Főiskola Könyvtárát. A vívómester műveinek irodalomjegyzékét tanulmányozva megközelítőleg 40 könyvcímet lehet beazonosítani a gyűjteményből.
Az egyik híres tanítványa, Pósta Sándor, aki kiválóan rajzolt és festett, készített egy önarcképet, melyet így dedikált: „Mesteremnek és kedves Laci bátyámnak szeretettel. 1924. március. Dr. Pósta Sándor”.

## Díjai, kitüntetései
- Polgári Hadi Érdemkereszt II. osztálya (1917)[69][* 20]
- az Országos Testnevelési Tanács nagy aranyérme (1930)[69]

## Idézetek
| Angelo Toricelli vívómesterről | Angelo Toricelli vívómesterről | Angelo Toricelli vívómesterről |
| --- | ------------------------------ | ------------------------------ |
| „Toricelli mester eszményi tanár volt. Mindama mesterek között, akikkel életem folyamán itthon és külföldön találkoztam, őt tartottam a legértékesebb pedagógusnak. Tőle tanultam a legtöbbet, kérlelhetetlen pontosságot a tanításban és a tanulásban egyaránt. De nemcsak a legtökéletesebb oktató és rendkívül rokonszenves egyén volt, hanem egyúttal az olasz vívás klasszikus hagyományainak féltékeny őrzője is. Az ő oktatása, tanítványaira gyakorolt lelki befolyása nagyban hozzájárult ahhoz, hogy később mint mester és szakíró, én is egész életemen keresztül megőriztem a klasszikus hagyományokhoz való szigorú ragaszkodást.” |                                |                                |

## Tanítványai
Bay Béla vívóedző visszaemlékezéseiben említi: „Érdekes, hogy valamennyi Gerentsér-tanítvány, aki később vívómester lett, viszonylag rövid idő alatt produkált eredményt. De szétszóródtak a nagyvilágban…”„Az egykori Gerentsér tanítványok közül számos kiváló mester került ki. Közülük Rerich Béla a svéd, Berzsenyi Barna a finn, Éltes Csaba az amerikai, Palócz Endre és György a kubai vívók vezető edzője. Bay dr. hazánkban tevékenykedik.”

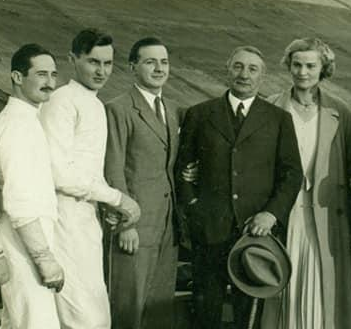
Bay, Élthes, Rajczy, Gerentsér, Bogen

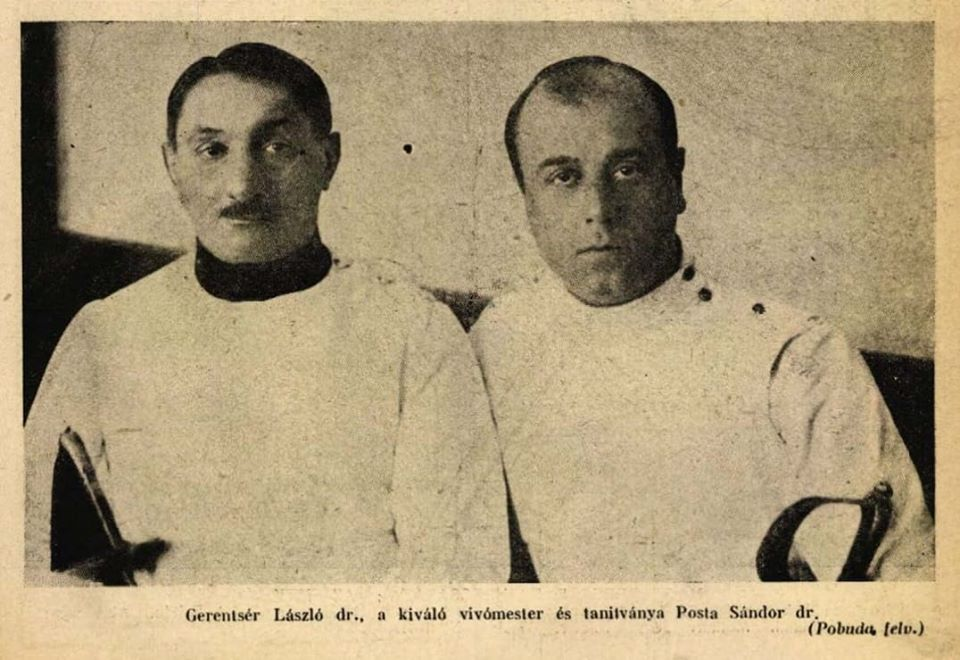
Gerentsér és Pósta Sándor

- Bányász Jenő jogász, jogi szakíró, vívó
- Bartos Tibor (1916–2010) főiskolai világbajnok kardvívó[73]
- Bay Béla
- Berzsenyi Barnabás (1918–1993) párbajtőrvívó, olimpiai és kétszeres világbajnoki ezüstérmes
- Bogen Erna
- Elek Margit
- Élthes Csaba (1912–1995) vívómester[74]
- Gözsy Sándor (1906–1970) Európa-bajnoki ezüstérmes, országos bajnok tőr- és párbajtőrvívó, sportorvos[75]
- Gündisch Ingeborg (1919–2004 után) tőrvívó, a magyar bajnok (1942)
- Halász István (1899–1929) főiskolai bajnok (BEAC), vívómester
- Nagy Árpád (1902–1975) vívómester, mesteredző(1961)[76][77]
- Nedeczky László (1913–2008) vívó, nemzetközi versenybíró[* 21][78]
- Palócz Endre
- Palócz György (1912–1994) az Újpesti TE vívóedzője[79]
- Pósta Sándor
- Rajczy Imre
- Rerrich Béla[* 22]
- Tary Gizella az első olimpiai pontszerző magyar női olimpikon[* 23]
- Vargha Ilus

## További művei
- Az 1912. évi olimpiai játékokra készülő atlétáknak téli foglalkoztatása (1911)
- Jean-Louis a modern francia vívóiskola megalapítójának élete és iskolája (1934)[80]

### Társszerzőként
- Testnevelési útmutató: a nevelő tornagyakorlatok, játékok és atlétikai gyakorlatok vezetésére (1916) Budapest, Országos Testnevelési Tanács[* 24][* 25][* 26]
- Vívás (XII. fejezet) A sport enciklopédiája – A testnevelés és testgyakorlás kézikönyve (1928) c. könyvben, II. kötet, 1–33)[* 27][* 28]
- A magyar sport reneszánszának története 1896-tól napjainkig I-II. (1932) Budapest[* 29]
- Vívóeredmények. Kimutatás az 1895–1936. évek alatt Magyarország területén lefolyt vívóversenyek eredményeiről, idő, hely, rendező egyesület és a döntöbe került vívók felsorolásával, valamint a magyar vívók által külföldön elért eredményekről. A Magyar Vívó Szövetség megbízásából összeállította dr. Gerentsér László, ny. székesfővárosi testnevelési igazgató, a budapesti Tudomány Egyetem vívómestere. Az amsterdami IX. olimpiászon lefolyt vívóversenyekről szóló jelentést és táblázatokat szerkesztette Lichteneckert András, olimpiai küldöttségünk vezetője. Kötés előtt rendezte, kiegészítette Klell Kálmán (1936)[81]

### Cikkei
- A mozgás és testgyakorlás szerepe értelmi műveleteinkben. Népnevelők Lapja, 11. sz., 1908
- A trénerkérdésről (1913) In: Márkus M. (szerk.): Sportalbum. A Magyar Hirlap naptárajándéka 1914-re. Budapest, Magyar Hírlap, 113–115.
- Uj korszak az iskolái testnevelés terén. Népnevelők Lapja, 4. sz., 1916[82]
- A főiskolai testnevelés. Testnevelés, 1918[83]
- A jó testi állapot feltételei az atlétikában. Külügy-Hadügy, 1. sz.[84]
- Az angol egyetemek sportélete. Testnevelés, 1919[85]
- Testnevelési főiskola. M. Élet, 1924[86]
- Fejezetek a magyar vívósport múltjából (I. rész). Testnevelés–Sport, 1926[87]
- Fejezetek a magyar vívósport múltjából (II. rész). Testnevelés–Sport, 1926[88]
- Vívósportunk 1927-ben (1927) Az Országos Testnevelési Tanács munkálatai (29. sz.), 1926–1927
- A vidéki városok a magyar sport várai, Pesti Napló, 1927. augusztus 25. (ADT)
- Vívósportunk eseményei és eredményei 1928-ban
- Vívósportunk eseményei és eredményei 1929-ben
- A párbajtőrvívásról szóló cikksorozat Testnevelés c. folyóiratban.[* 30]
- A három Merignac (1941) Magyar Katonai Szemle, 497-504.[89]
- „...a Testnevelési Tanárképző Főiskolára sürgősen szükség van...” Dr. Gerentsér László budapesti fővárosi testnevelési igazgató memoranduma az Országos Testnevelési Tanácshoz a testnevelési főiskola céljaira szülséges épületek kisajátítása ügyében. (1918. november 11.)[90]

## Származása
| Gerentsér László, (Szeged, 1873. jan.26.– Budapest, 1942. jan. 12.) vívómester | Apja: Gerentsér László (Szeged, 1843. jan. 26.– Szeged, 1914. okt. 11.) városi főpénztáros | Apai nagyapja: Gerentsér János (Szeged, 1782–Szeged, 1851. máj. 29.) törvényszéki ülnök, bíró | Apai nagyapai dédapja: Gerentsér György vasmegyei szabómester |
| Gerentsér László, (Szeged, 1873. jan.26.– Budapest, 1942. jan. 12.) vívómester | Apja: Gerentsér László (Szeged, 1843. jan. 26.– Szeged, 1914. okt. 11.) városi főpénztáros | Apai nagyapja: Gerentsér János (Szeged, 1782–Szeged, 1851. máj. 29.) törvényszéki ülnök, bíró | Apai nagyapai dédanyja: Simonyi Julianna                      |
| Gerentsér László, (Szeged, 1873. jan.26.– Budapest, 1942. jan. 12.) vívómester | Apja: Gerentsér László (Szeged, 1843. jan. 26.– Szeged, 1914. okt. 11.) városi főpénztáros | Apai nagyanyja: nagyszőllősi Szegheő Julianna (~1800– Szeged, 1883. jan. 15.)                 | Apai nagyanyai dédapja: x                                     |
| Gerentsér László, (Szeged, 1873. jan.26.– Budapest, 1942. jan. 12.) vívómester | Apja: Gerentsér László (Szeged, 1843. jan. 26.– Szeged, 1914. okt. 11.) városi főpénztáros | Apai nagyanyja: nagyszőllősi Szegheő Julianna (~1800– Szeged, 1883. jan. 15.)                 | Apai nagyanyai dédanyja: x                                    |
| Gerentsér László, (Szeged, 1873. jan.26.– Budapest, 1942. jan. 12.) vívómester | Anyja: gömöri Gömöry Anna (?–1914 után)                                                    | Anyai nagyapja: Gömöry Mihály (~1816– Kecskemét, 1887. már. 14.) községi tanító               | Anyai nagyapai dédapja: x                                     |
| Gerentsér László, (Szeged, 1873. jan.26.– Budapest, 1942. jan. 12.) vívómester | Anyja: gömöri Gömöry Anna (?–1914 után)                                                    | Anyai nagyapja: Gömöry Mihály (~1816– Kecskemét, 1887. már. 14.) községi tanító               | Anyai nagyapai dédanyja: x                                    |
| Gerentsér László, (Szeged, 1873. jan.26.– Budapest, 1942. jan. 12.) vívómester | Anyja: gömöri Gömöry Anna (?–1914 után)                                                    | Anyai nagyanyja: Khin Katalin (~1838–Kecskemét, 1919. dec. 31.)                               | Anyai nagyanyai dédapja: x                                    |
| Gerentsér László, (Szeged, 1873. jan.26.– Budapest, 1942. jan. 12.) vívómester | Anyja: gömöri Gömöry Anna (?–1914 után)                                                    | Anyai nagyanyja: Khin Katalin (~1838–Kecskemét, 1919. dec. 31.)                               | Anyai nagyanyai dédanyja: x                                   |

### Videó
- Gerentsér László vívóiskolát ad Pósta Sándor kardvívó világbajnoknak (1924, 34. sz. filmhíradó). youtube.com. (Hozzáférés: 2016. november 30.) „Előkészítő tréning gyakorlatok vívótőrrel”, „Epé (vívótőr) vívás a tempo gyakorlására”, „Kardiskola és assaut (asszó) gyakorlatok”. (01:16-tól)”